# Киевское сельское поселение (Тюменская область)
Киевское се́льское поселе́ние — муниципальное образование в Ялуторовском районе Тюменской области Российской Федерации.
Административный центр — село Киева.

## История
Статус и границы сельского поселения установлены Законом Тюменской области от 5 ноября 2004 года № 263 «Об установлении границ муниципальных образований Тюменской области и наделении их статусом муниципального района, городского округа и сельского поселения».

## Население
| 2010  | 2011  | 2012  | 2013  | 2014  | 2015  | 2016  |
| ----- | ----- | ----- | ----- | ----- | ----- | ----- |
| 1552  | ↘1549 | ↗1587 | ↗1599 | ↗1640 | ↗1647 | ↗1695 |
| 2017  | 2018  | 2019  | 2020  | 2021  |       |       |
| ↗1710 | ↘1694 | ↗1706 | ↗1724 | ↗2003 |       |       |

## Состав сельского поселения
| № | Населённый пункт | Тип населённого пункта       | Население |
| - | ---------------- | ---------------------------- | --------- |
| 1 | Киева            | село, административный центр | ↗1902     |
| 2 | Тугарский        | посёлок                      | ↗6        |